# Salgótarján városrészei és lakótelepei

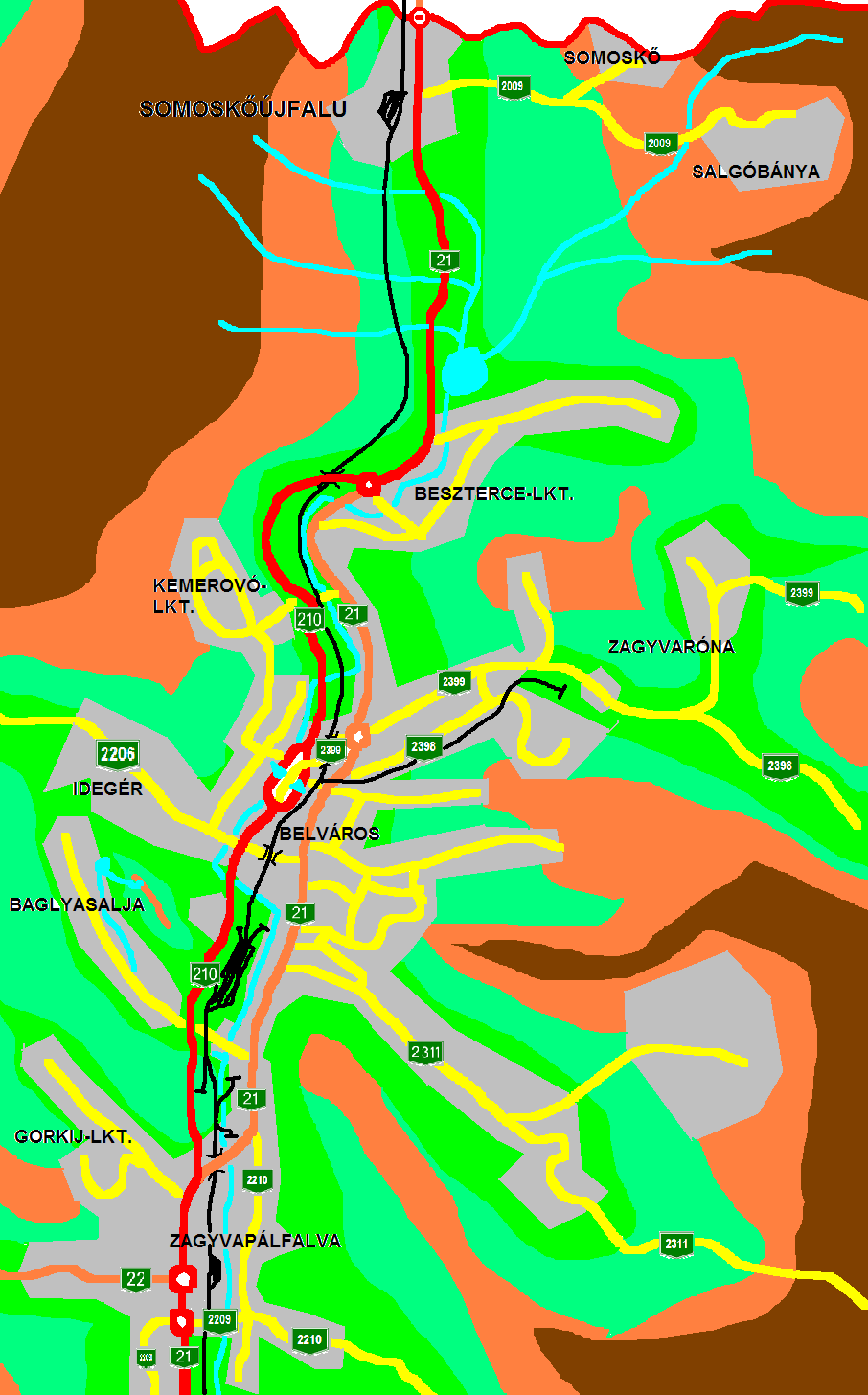
Salgótarján városrészei térképen

Ez az oldal Salgótarján városrészeit és lakótelepeit sorolja fel. Salgótarjánhoz a jelentősebb környékbeli községeket az 1950-es évektől kezdték hozzácsatolni a városhoz. A város urbanizálódásának köszönhetően a kisebb-nagyobb lakótelepek az 1960-as évektől kezdtek felépülni.

## Főbb adatok

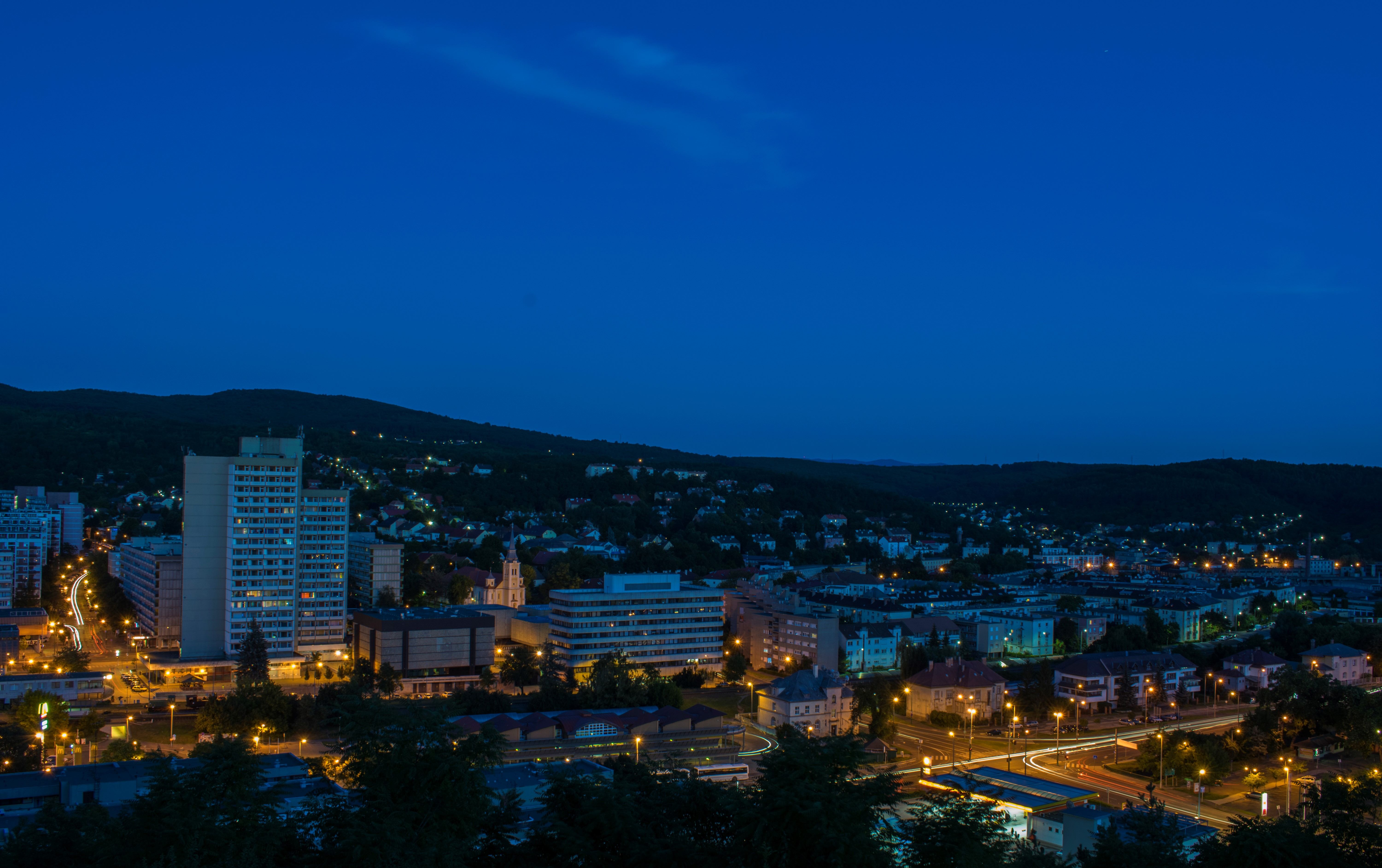
Salgótarján belvárosa éjjel

### Városrészek
| Városrész      | Irányítószám | Salgótarjánhoz csatolás ideje | Megjegyzések           |
| -------------- | ------------ | ----------------------------- | ---------------------- |
| Baglyasalja    | 3102         | 1950                          |                        |
| Belváros       | 3100         | –                             |                        |
| Idegér         | 3100         | 1950                          |                        |
| Salgóbánya     | 3109         | 1955                          |                        |
| Somoskő        | 3100         | 1977                          |                        |
| Somoskőújfalu  | 3121         | 1977                          | 2006 óta önálló község |
| Zagyvapálfalva | 3104         | 1961                          |                        |
| Zagyvaróna     | 3141         | 1973                          |                        |

### Lakótelepek
| Név                 | Építés             |
| ------------------- | ------------------ |
| Kemerovó-lakótelep  | 1967–1978          |
| Beszterce-lakótelep | 1965-1980          |
| Gorkij-lakótelep    | 1960-as évektől    |
| Napsugár-lakótelep  | 1960-as évek eleje |

## A jelentősebb városrészek bemutatása röviden

### Baglyasalja
A középkorban is létező kis település volt. Felette magasodott Bagolykővár, innen ered a neve is (Bagolykőváralja, Baglyos, Baglyasalja). Nevének említései akkor kezdtek megsokasodni, amikor a környékén szenet találtak, majd beindult a bányászat is. Ekkor az addig még csak 10 házból álló tanyából rekordidő alatt egy nagyközség alakult ki. Megépítették az óvodát és az iskolát, valamint a bányászok szórakoztatását szolgáló kaszinót és kultúrházat. Sorra épültek fel a bányászlakások (kolóniák). 1950 óta tartozik Salgótarjánhoz. A városrész a bányászat leállításáig fontos iparvidék volt. Ma már eléggé lepusztult a városrész. Itt található a Ezüstfenyő Idősek Otthona.
A településrész házai mintegy 3 kilométer hosszan húzódva helyezkednek el.

### Idegér
Valamikor tanya volt, a bányászat beindulásával kezdett fejlődni. Hamarosan itt is bányászkolóniák épültek ki. Ma azonban már Salgótarján legszegényebb városrésze, lakosainak közel fele roma származású. Egy hosszú völgykatlan déli ágában helyezkedik el. A két katlan között található dombon magasodott a valamikori Baglyos-kővar.

### Salgóbánya

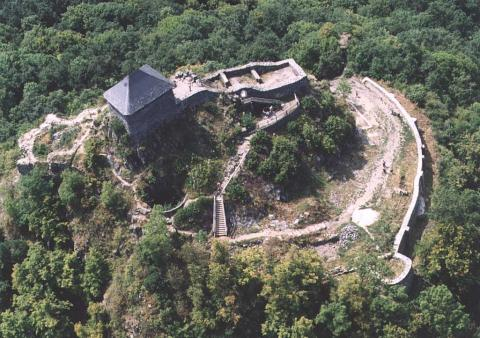
Salgóbánya egyik látnivalója

Salgótarján legmagasabban fekvő városrésze. Már a középkorban is létezett, de még nagyon kicsi település, tanya volt. A környék barnakőszén-lelőhelyeinek felkutatása után viszont Salgóbányán is beindult a bányászat. A vájatok közel negyede itt, Salgóbányán volt található. 
Kaszinó és művelődési ház is épült a faluban a fáradt bányászoknak és munkaadóiknak. Ma turistalátványosságként szolgál a vadászház és a településrész felett magasodó Salgó vára, amely a 13. században épült. Az egykori bányakaszinóban működik a Geocsodák háza, ahol a térség földrajzi és történelmi múltja mellett megtekinthetjük virtuális túrákon a környék geológiai látványosságait, illetve itt van a település szülöttjének, Zenthe Ferenc színművésznek az emlékszobája is. A településről több túraútvonal is indul.

### Somoskő
A település felett magasodó 526 méter magas hegyen, ma Szlovákia területén lévő várát a Kacsics nemzetség Illés ágának tagjai építették a 13. század második felében. Mivel az Árpád-ház kihalása után a család tagjai Csák Mátét támogatták Károly Róbert király ellenében, ezért a király Csák Máté halálát követően a birtokaikat elkobozta és Szécsényi Tamás ispánnak adta. A Szécsényi család 1460-íg birtokolta a várat, majd az a Losonczyaké lett. Az 1560-as években az akkor már törökök által elfoglalt várak gyűrűjével teljesen körbevett várban lakott Losonczy Anna, akihez Balassi Bálint számos alkalommal jött látogatóba, és akihez Júlia-dalait címezte. 1576-ban a törökök váratlan rajtaütéssel elfoglalták e várat is. 1593-ban Prépostváry Bálint vezetésével foglalták vissza a magyarok, köztük volt Balassi Bálint is. A 17. században házasság útján a Forgách család birtokába került a vár. Falait a Rákóczi szabadságharc végén királyi parancsra rongálták meg.
1910-ben a falunak 499 magyar anyanyelvű lakosa volt. A trianoni békeszerződés 1920-ban a települést Somoskőújfaluval együtt az újonnan létrejött csehszlovák államnak juttatta, de a Somoskőújfaluban birtokos dr. Krepuska Géza gégészprofesszor és lokálpatrióta társai elérték (egy angol antanttiszt életmentő műtétéért cserébe), hogy a Nagykövetek Tanácsa 1923. április 23-án Magyarországnak ítélje Somoskőújfalut és Somoskőt a bazaltbányával egyetemben (de a vár nélkül), illetve a Medves-fennsík egy részét. A terület 1924. február 15-én tért vissza Magyarországhoz.
1977-ben csatolták Salgótarjánhoz.

### Somoskőújfalu

Somoskőújfalu címere 2006 óta

Somoskőújfalu Salgótarjántól északra, a Karancs és a Medves közti völgyben fekszik.
Vasút és közúti határátkelőhely Szlovákia felé. A helység neve 1455-ben bukkan először elő az írásos forrásokban. Ekkor mint Somoskő várának tartozéka, „Ujfalu” néven jelent meg, és Szécsényi László birtokához tartozott. 1461-ben a Losonczy- és az Országh-családok nyerték adományul, 1548-ban viszont már csak a Losonczy-család volt az akkor „Somos újfalu” (Somosújfalu) néven említett falu földesura. (1481-től szerepel így a birtoklevelekben.) A török hódoltság idején, az 1562-63 évi defterekben a települést a szécsényi szandzsák községei között találjuk, 10 adóköteles házzal. 1598-ban új földesúr, Forgách Zsigmond birtokába került a falu. Mindeközben egyre gyarapodott, lakosainak száma is nőtt: 1715-ben 10, öt évvel később már 16 magyar háztartást írtak össze. A település a 18., majd a 19. század során is gyakran cserélt gazdát. A 18. század elején a Rádayak, majd a század közepén báró Péterffy János birtokába került. Házasság révén a 19. század elején már a Stahremberg-családé volt az egyik része, míg a másik a Radvánszky (vagy Radványszki) család tulajdonában állt. Az 1833-ban pusztító tűzvészben 64 ház leégett, ekkor a plébánia is megsemmisült. A templom a 18. század közepén épült, és 1898-ban állították helyre.
2005-ben, egy helyi népszavazáson a lakosság nagy része az önállósodás mellett döntött, így a település 2006-tól újra önálló község. 

### Zagyvapálfalva

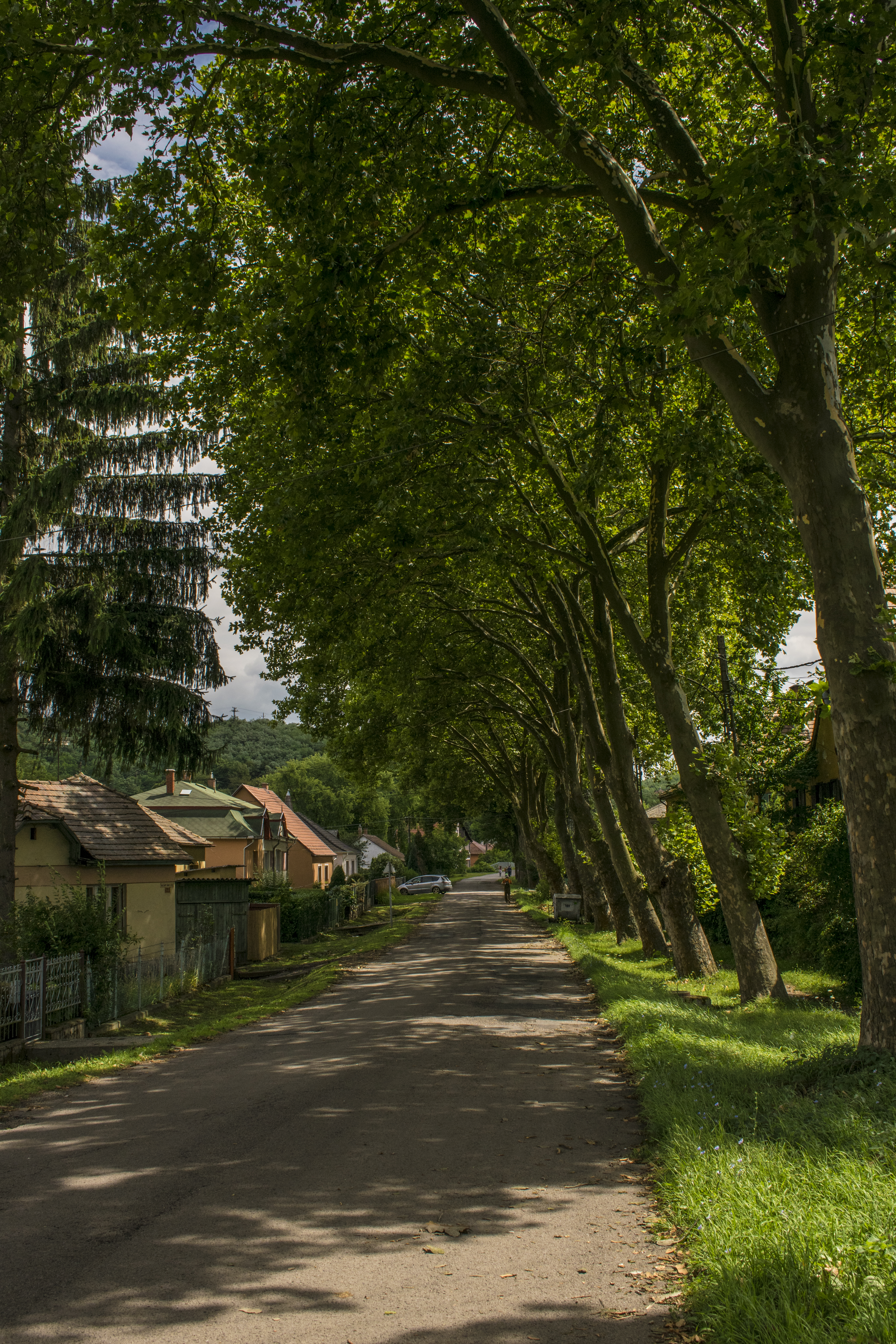
Zagyvapálfalvai utcarészlet (Batsányi utca)

Ezen a néven 1910. január 1. óta létezik település, miután a belügyminiszter közigazgatásilag ezen a néven egyesítette Andrásfalva és Pálfalva községeket. Házainak száma 218, római katolikus vallású magyar lakosaié 3499 fő volt. Postája, távírója és vasúti állomása is helyben volt.
Andrásfalvának az 1548. évi adóösszeírás szerint Lotho János volt a földesura. A későbbi összeírásokból hiányzik a község, sőt az 1705-1720. évi összeírásban sem fordul elő. 1826-ban a gróf Thoroczkay család és a Csoma örökösök voltak a helység földesurai; később, a 19. század közepén, Gyürky Ábrahám birtokában találjuk, majd báró Solymosy Jenő volt itt nagyobb birtokos. Pálfalva község viszont Alsó- és Felső-Pálfalva egyesüléséből keletkezett. Már a középkorban létezett. 1548-ban Nagyfáy Balázs birtokában találjuk. A későbbi összeírásokból hiányzik. Az 1715-1720. évi összeírásokban ismét szerepel, de csak egy magyar és három tót háztartással. 1740-ben a Komjáthy és a Pakots családok, 1770-ben Mikulay István, Komjáthy Sándor, Pap József özvegye, Patkó István örökösei és Beniczky István voltak a földesurai. A 19. század elején még puszta, 1826-ban Felső-Pálfalván 164-en, Alsó-Pálfalván 120-an laktak, közöttük Bornemissza Károly, Komjáthy özvegye és Okolicsányi Péter. 
1836-ban már egy községgé alakult s ekkor az alsópálfalvai részen 139, a felső pálfalvain 221 lakosa volt, földesurai pedig a Bornemissza, a Komjáthy, a Pap, az Okolicsányi és a Kun családok voltak. Később Gyürky Ábrahám lett a legnagyobb birtokosa. A község határában a "Salgótarjáni Kőszénbánya Részvénytársulat"-nak volt kőszénbányája, Pock Jenőnek pedig táblaüveggyára. A községhez tartozott: Csókás-puszta, Erzsébet-huta és Frigyesakna bányatelepek.

### Zagyvaróna

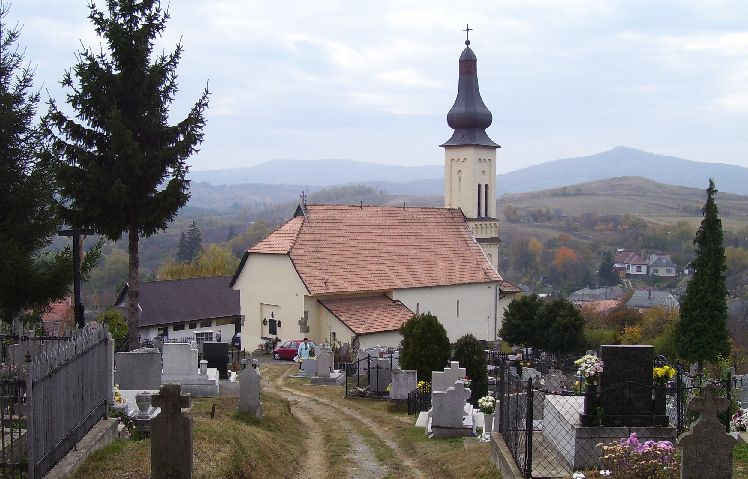
A zagyvarónai katolikus templom (barokk, 19. század)

A település északi végében lévő 423 méter magas Várhegyen állt egykor Zagyvafő vára. A várat a 13. század végén építhette a Kacsics nemzetségből származó Zagyvafői család. A Zagyvafői családnak a 15. század húszas éveiben magva szakadt, így birtokaik Luxemburgi Zsigmond királyra szálltak, a vár ekkorra már romokban hevert. Az 1440-es években cseh huszita zsoldosok kerítették hatalmukba a környéket, akik újjáépítették a várat. Egészen 1460-ig volt birtokukban, amikor a királyi had visszafoglalta, Mátyás király személyesen is részt vett az ostromban és meg is sebesült. Az ostromban a vár nagyrészt leégett, a régészeti leletek tanúsága szerint megpróbálták valamennyire helyreállítani, de 1478-ban már teljesen romokban hevert és nem is épült fel többé.
A helyi római katolikus templom hajója és szentélye 14. századi, tornya 1896-ban épült.
A 19. század első felében báró Prónay Lajos volt a község földesura. A 20. század elején 2244 lakosa volt a falunak. 1973-ban csatolták a települést Salgótarjánhoz.

### Beszterce-lakótelep
A Beszterce-lakótelep Salgótarján egyik lakótelepe. A város lakótelepei közül a legnagyobb és a legnépesebb. A város északi részén, a 21-es főúttal párhuzamosan épült ki a Nógrád Megyei Állami Építőipari Vállalat (NÁÉV) tervei alapján. Nyugatról a már említett 21-es főút, keletről a Medves körút és a Görbe úti kertvárosi rész, délről a Béke-telep, északról pedig a Tóstrand és környéke határolja. Nevét Salgótarján testvérvárosáról, Besztercebányáról kapta.

### Kemerovó-lakótelep
A Kemerovó-lakótelep Salgótarján egyik lakótelepe. Az 1960-as években építették a József-akna meddőhányójára a Nógrád Megyei Állami Építőipari Vállalat (NÁÉV) tervei alapján. Két részből áll: az ún. "nagykörútból" és az ún. "kiskörútból". Utóbbi egy északi irányú kisebb méretű toldása a lakótelepnek.
A lakótelep az oroszországi Kemerovo városáról kapta a nevét, mellyel Salgótarján testvérvárosi kapcsolatot ápolt. 

### Gorkij-lakótelep
A Gorkij-lakótelep Salgótarján egyik lakótelepe, amely a folyamatos urbanizáció során egybeolvadt Zagyvapálfalva városrésszel. az 1960-as évek közepétől az 1980-as évekvégéig épült ki teljes formájában, a terveket a Nógrád Megyei Építőipari Vállalat (NÁÉV) készítette. A lakótelep a Pálfalva - patak - Bányagépgyár - 21-es főút háromszögben helyezkedik el. Névadója Makszim Gorkij orosz drámaíró volt. A lakótelep magában foglalja a Gorkij körúti domboldali beépítést, a Bányagépgyári lakótelepet és a Zöldfa úti részt.

### Napsugár-lakótelep
A Napsugár-lakótelep Salgótarján legkisebb lakótelepe, mely a Nógrád Megyei Állami Építőipari Vállalat (NÁÉV) tervei alapján épült fel az 1960-as évek végén. A lakótelep a Báthory István utcában, a Szent Lázár Megyei Kórházzal szemben helyezkedik el, és mindössze hat, öt szintes, 16-17 lakásos társasházból áll.